# Saldaña de Ayllón
Saldaña de Ayllón es una localidad española del municipio de Ayllón, perteneciente a la provincia de Segovia, en la comunidad autónoma de Castilla y León.

## Geografía
La localidad está situada entre la carretera N-110 y el río Riaza. En sus proximidades pasa la Cañada Real Soriana Occidental.

## Historia
Fundada o repoblada durante la Reconquista a expensas de la Comunidad de Villa y Tierra de Ayllón dentro del Sexmo de Saldaña como su capital. Los pueblos de la comunidad segoviana están hoy repartidos por las actuales provincia de Segovia, Soria y Guadalajara.
A mediados del siglo XIX, el lugar, por entonces con ayuntamiento propio, tenía contabilizada una población de 102 habitantes. Aparece descrito en el decimotercer volumen del Diccionario geográfico-estadístico-histórico de España y sus posesiones de Ultramar de Pascual Madoz de la siguiente manera:

SALDAÑA DE AYLLON: l. con ayunt. de la prov. de Segovia (13 leg.), part. jud. de Riaza (2), aud. terr. de Madrid (21), c. g. de Castilla la Nueva, dióc. de Sigüenza (14). sit. en terreno llano; le combaten todos los vientos, y su clima es propenso por lo comun á tercianas y pulmonias. Tiene 40 casas de inferior construccion; escuela de primeras letras comun á ambos sexos, dotada con 500 rs., y una igl. parr. (San Pedro Apóstol) con curato de presentacion en concurso: en los afueras de la pobl. y en una ancha pradera se encuentra una ermita, Sta. Maria Magdalena, y el cementerio en parage que no ofende la salud publica: confina el térm. N. Sta Maria de Riaza y Ayllon; E. Valvieja; S. Ribota, y O. Corral de Ayllon: se estiende 1 leg por N., 3/4 por E. y 1/2 S. y O., y comprende bastantes huertas; un pequeño monte y diferentes prados con buenos pastos; le atraviesa el r. Riaza, cuyas aguas utilizan los vec. para sus usos domésticos y el riego de las hortalizas: el terreno es de buena calidad: caminos los que dirigen á los pueblos limítroles en regular estado: el correo se recibe en la estafeta de Ayllon. prod.: trigo, cebada, centeno y toda clase de legumbres; mantiene ganado lanar y vacuno; cria caza de liebres, conejos y algunas perdices, y pesca de barbos, carbos y cangrejos en corto número. ind.: la agrícola y un molino harinero de propiedad particular. pobl.: 29 vec., 102 alm. cap. imp.: 20,436 rs. contr.: 20'72 por 100.
(Madoz, 1849, pp. 692-693)

Hasta la reforma de la nomenclatura municipal de 1916 el municipio se llamaba simplemente Saldaña. En dicha fecha su nombre fue modificado por el de Saldaña de Ayllón. El municipio desapareció en 1978 al ser incorporado al término municipal de Ayllón.

## Demografía
| Gráfica de evolución demográfica de Saldaña de Ayllón entre 1842 y 1970 |
| |
| Población de derecho según los censos de población del INE Población de hecho según los censos de población del INEEn estos censos se denominaba Saldaña: 1842, 1857, 1860, 1877, 1887, 1897, 1900 y 1910 Entre el censo de 1981 y el anterior, este municipio desaparece porque se integra en el municipio 40024 (Ayllón) |

| 41            | 38 | 34 | 32 | 38 | 38 | 33 | 32 | 30 | 29 | 28 | 29 | 29 |
| (Fuente: INE) |    |    |    |    |    |    |    |    |    |    |    |    |

## Patrimonio

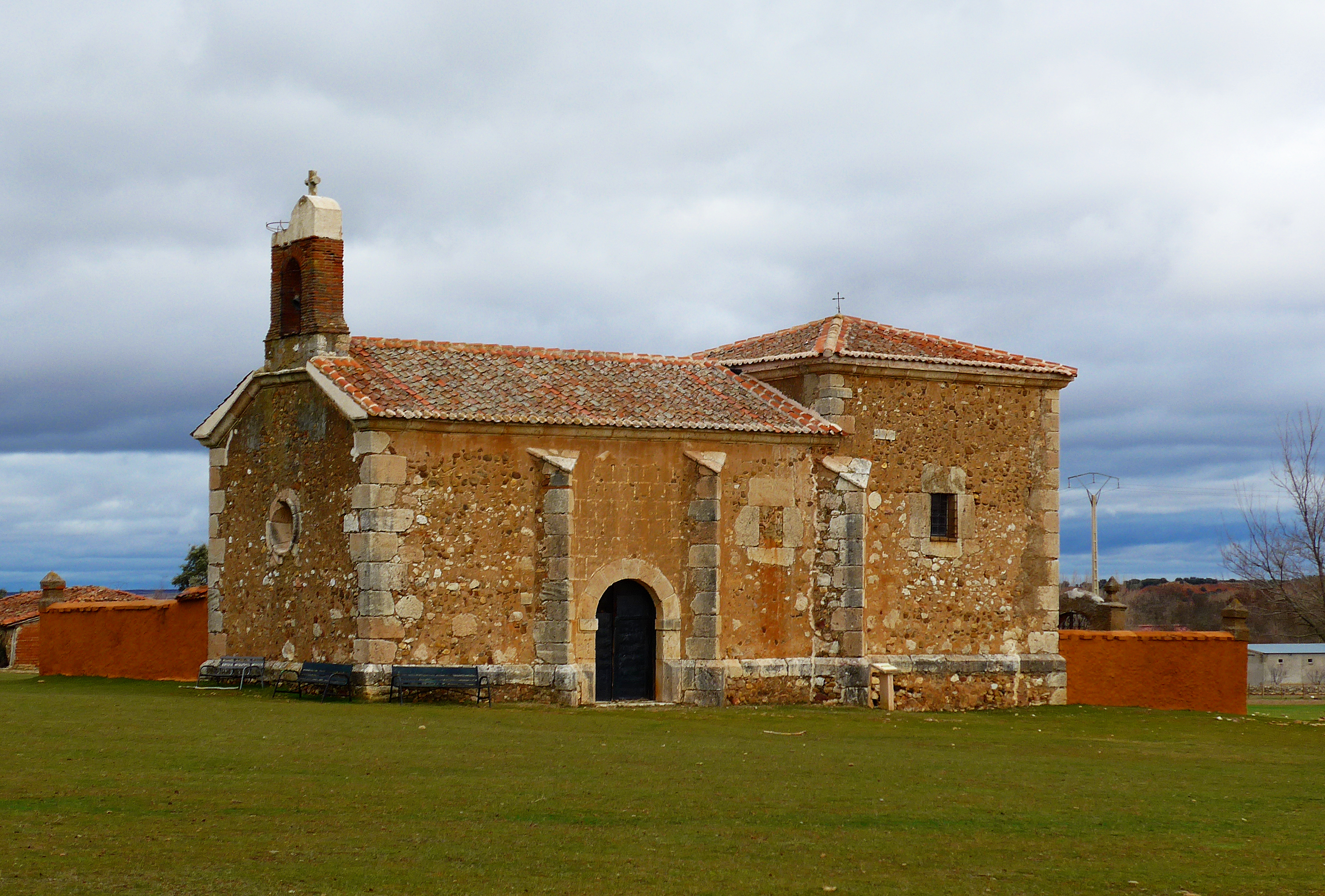
Ermita de Santa María Magdalena

En el lugar hay una iglesia bajo la advocación de San Pedro Apóstol, además de una ermita dedicada a Santa María Magdalena.